# Octocryptus maindroni
Octocryptus maindroni is een keversoort uit de familie kniptorren (Elateridae). De wetenschappelijke naam van de soort is voor het eerst geldig gepubliceerd in 1944 door Fleutiaux.